# Les Voisines
 (août 2022).
Si vous disposez d'ouvrages ou d'articles de référence ou si vous connaissez des sites web de qualité traitant du thème abordé ici, merci de compléter l'article en donnant les références utiles à sa vérifiabilité et en les liant à la section « Notes et références ».
Pistes de Repenti
- Repenti
Les Voisines est une chanson de Renan Luce parue sur son premier album Repenti sorti le 25 septembre 2006.

## Historique
La mélodie est inspirée de celle de Travadja la moukère, déjà reprise par la comptine Trois petits chats. 
Le clip vidéo copie le film d'Alfred Hitchcock Fenêtre sur cour.
Cette chanson, une des premières chansons populaires de Renan Luce, raconte à la première personne l'activité d'un voyeur qui passe son temps à fantasmer sur ses voisines de l'immeuble d'en face.